# Lygophis dilepis
Lygophis dilepis är en ormart som beskrevs av Cope 1862. Lygophis dilepis ingår i släktet Lygophis och familjen snokar. Inga underarter finns listade i Catalogue of Life.
Arten har två från varandra skilda populationer. En i nordöstra Brasilien och en i norra Argentina, Paraguay, södra Bolivia och angränsande områden av Brasilien. Habitatet varierar mellan skogar, savanner och gräsmarker. Honor lägger ägg.
För beståndet är inga hot kända. Denna orm är vanligt förekommande. IUCN listar arten som livskraftig (LC).